# هوندا ریج‌لاین
هوندا ریج‌لاین (به انگلیسی: Honda Ridgeline) خودرویی است که از سال ۲۰۰۵ تاکنون در کانادا و ایالات متحده آمریکا تولید شده‌است. طراحی آن موتور جلو، چهار چرخ محرک بوده‌است. سیستم جعبه‌دندهٔ آن به صورت خودکار است.